# Kupa (rivier)
De Kupa (Sloveens: Kolpa) is een rivier in Kroatië en Slovenië. Het is een zijrivier van de Sava en ze vormt een deel van de Kroatisch-Sloveense grens. De Kupa is 296 km lang en mondt bij Sisak uit in de Sava.
De Kupa ontspringt in het bergachtige Gorski kotar, ten noordoosten van Rijeka, in het Nationaal park Risnjak. Spoedig buigt ze af naar het oosten, om tot voorbij Metlika de grens met Slovenië te vormen. Vervolgens passeert de rivier Karlovac, waar zich de monding van de Korana bevindt, de voornaamste zijrivier van de Kupa.
De rivier is onderbroken door verschillende dammen voor verschillende molens die naast de rivier staan. In 2010 won de rivier, en het gebied eromheen, de EDEN-prijs van de Europese commissie voor niet-traditionele toeristische bestemmingen.
De waterkwaliteit wordt in de gaten gehouden bij Radenci, Kamanje, Karlovac and Jamnička Kiselica.

## Temperatuur
De temperatuur van de Kolpa stijgt in de zomermaanden, en soms, maar wel zelden, komt de temperatuur in september tot 28 °C stroomafwaarts (Podzemelj , Griblje , Primostek), terwijl het stroomopwaarts zo'n 24 °C wordt.

## Galerij

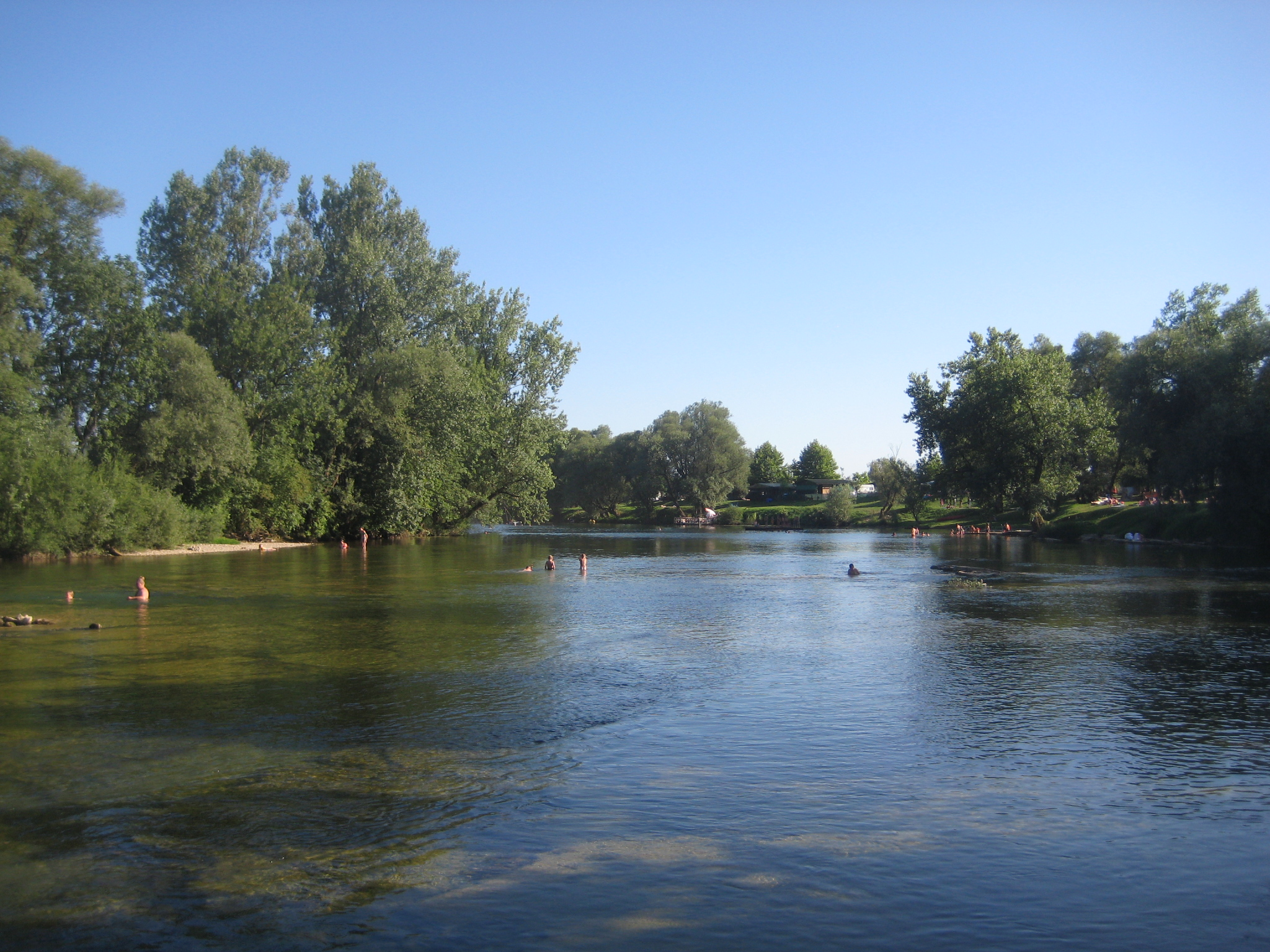
Zwemmen bij Podzemelj
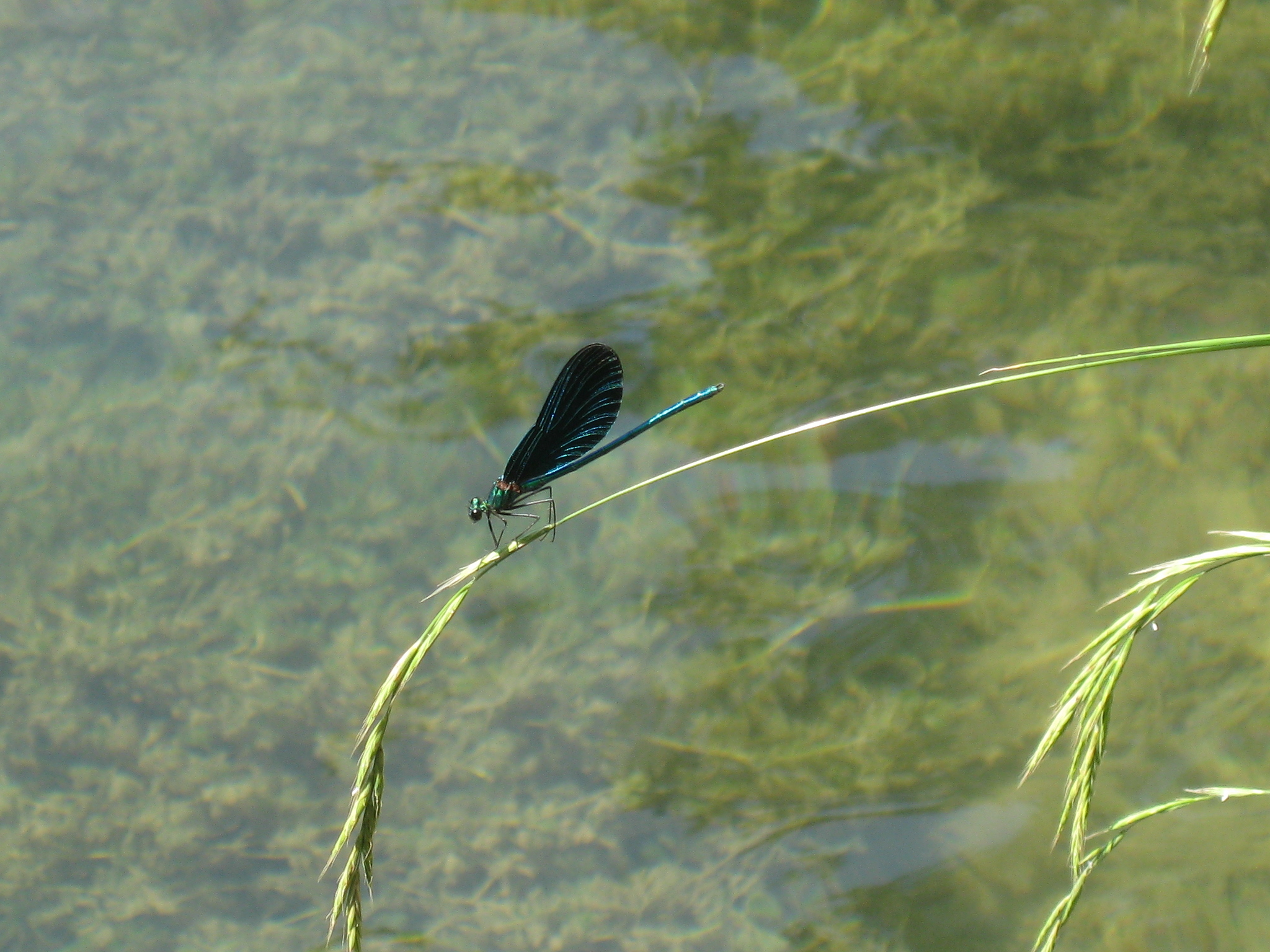
Libel
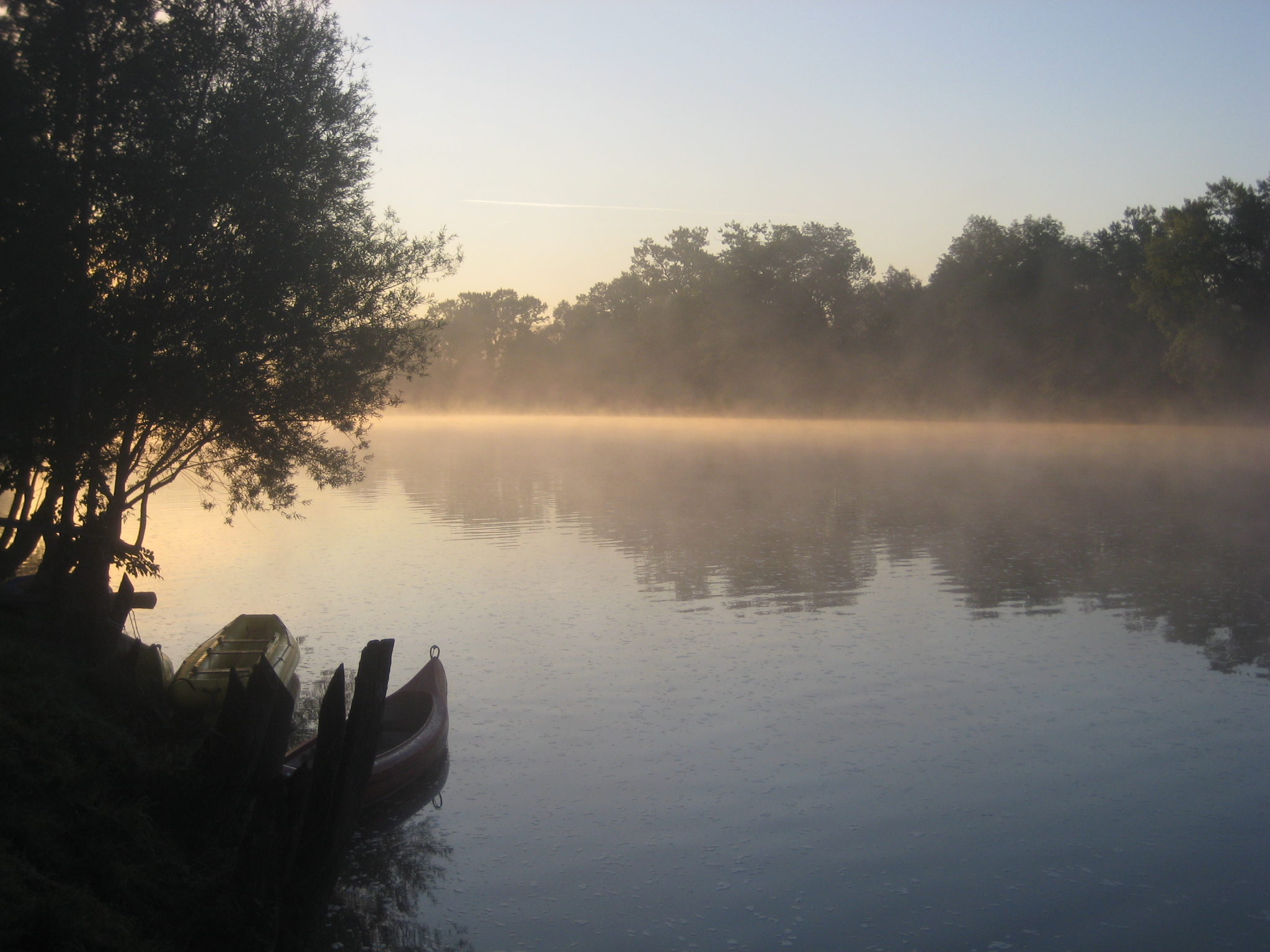
Kolpa in de ochtend bij Vinica
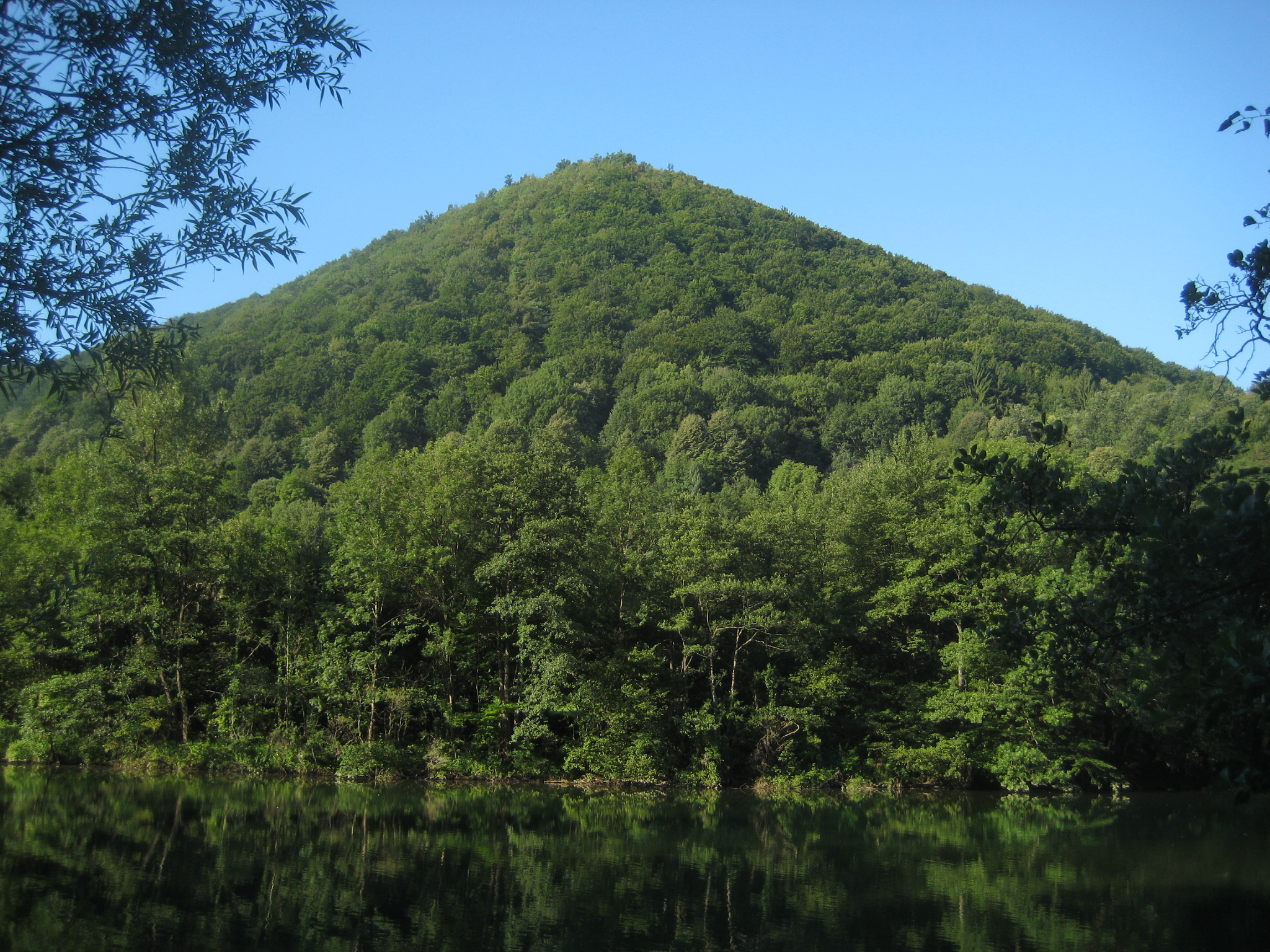
Kolpa bijPrelesje
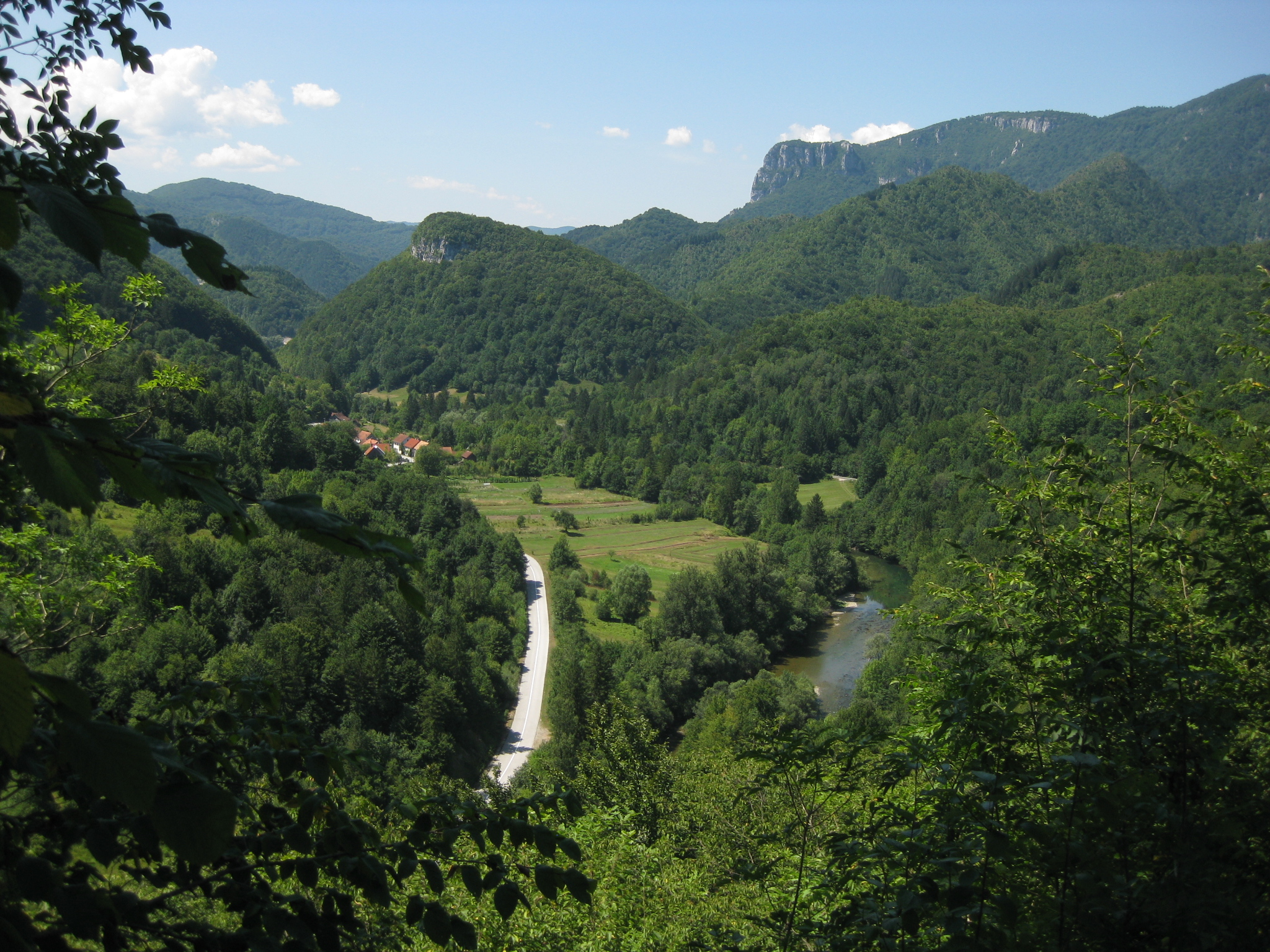
Kolpa bij Osilnica
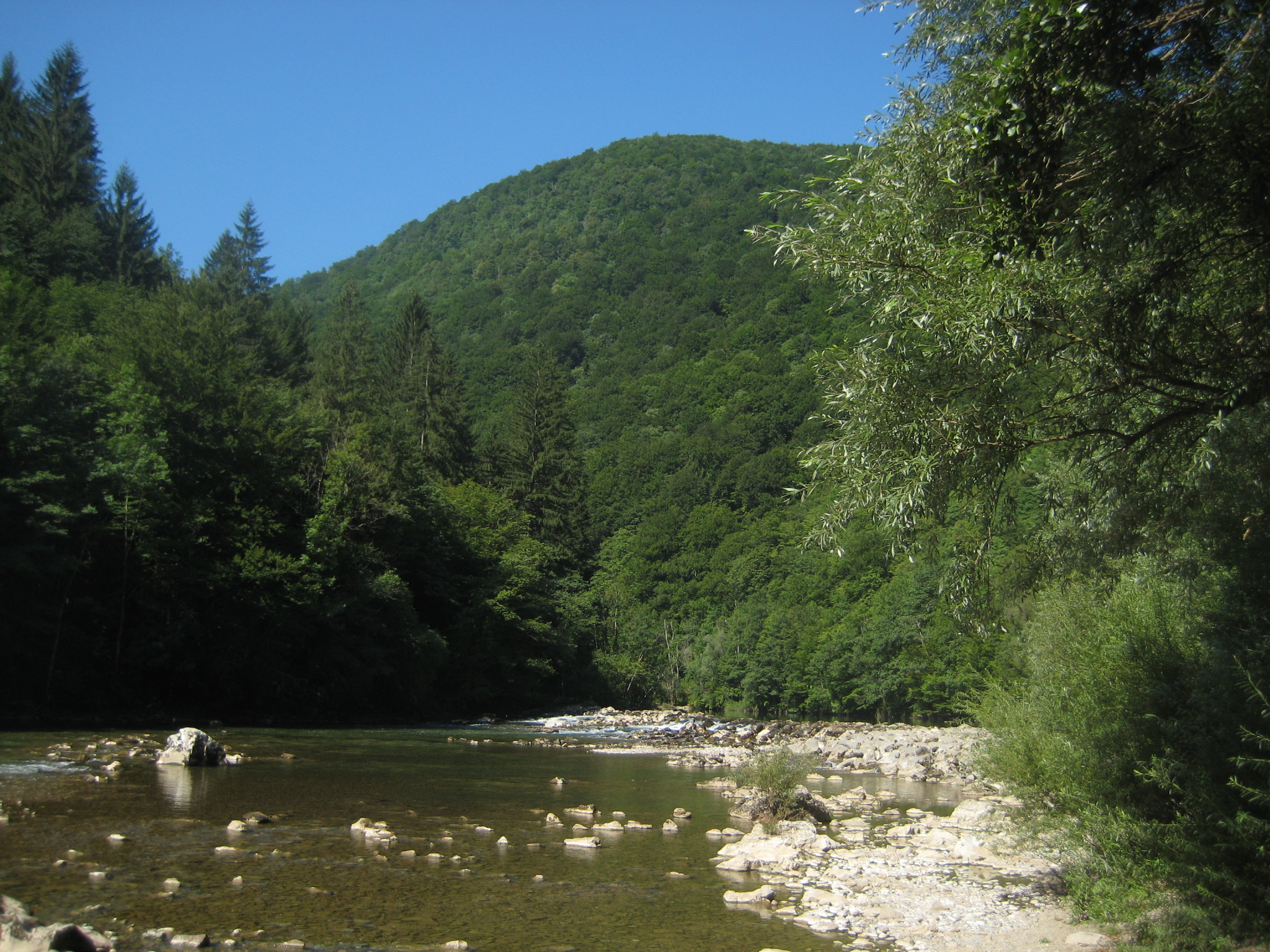
Kolpa bij het kasteel van Kostel
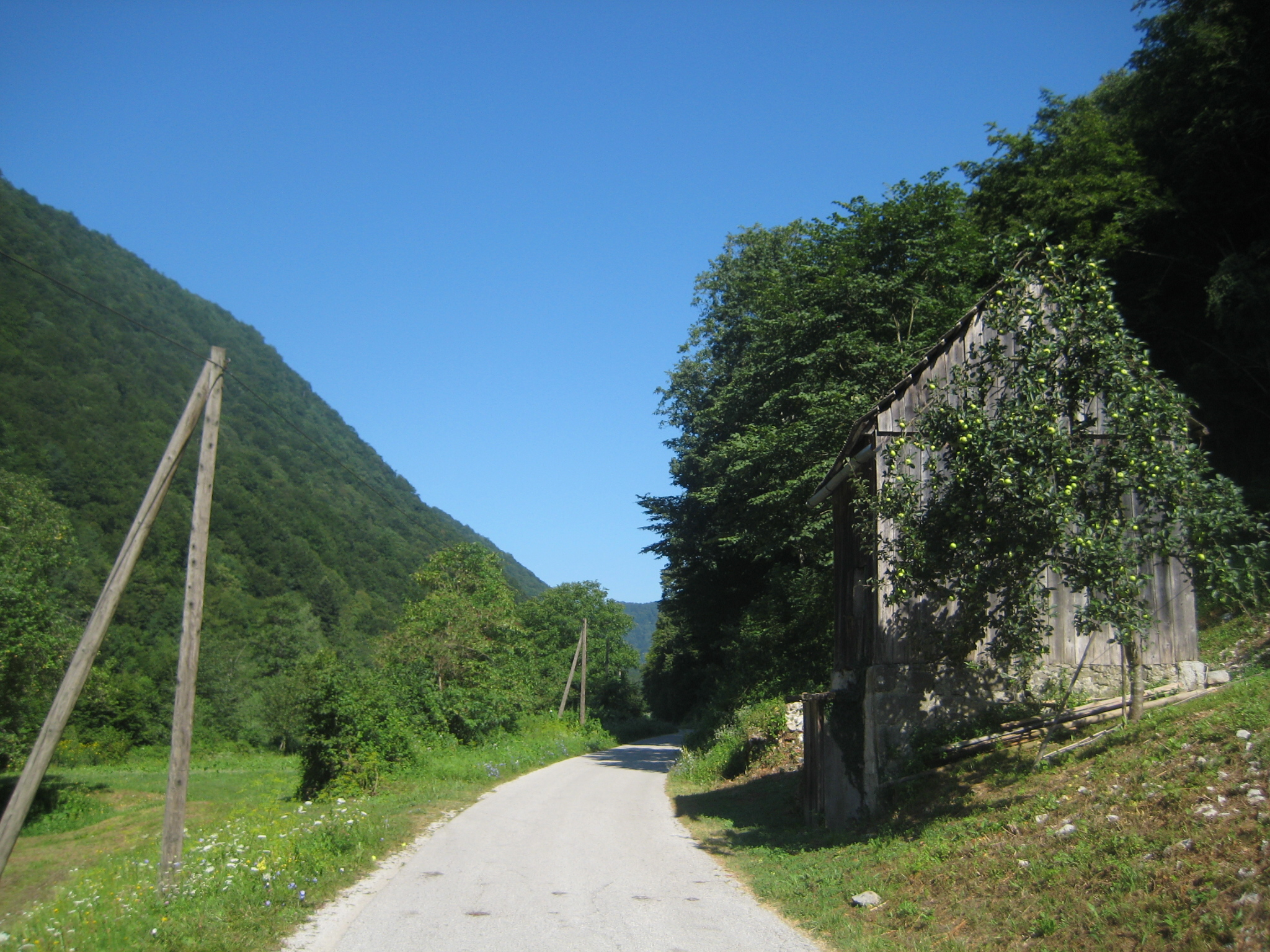
Weg in de kloof bij Kolpa
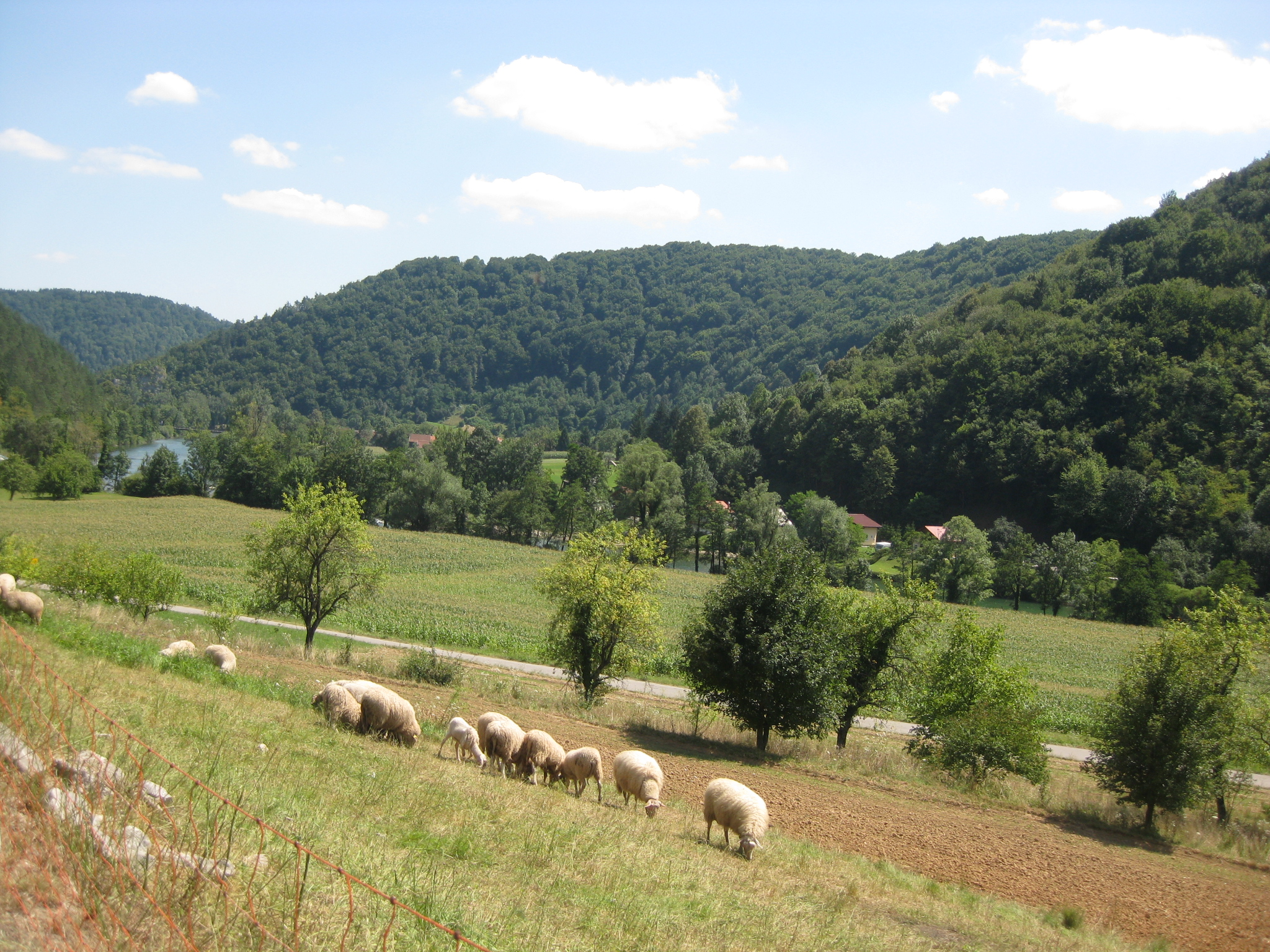
Herder bij het dorp Kot ob Kolpi